# Todd May
Todd Gifford May (Nova Iorque, 1955) é um filósofo político e escritor norte-americano. Todd May escreve sobre anarquismo, pós-estruturalismo e anarquismo pós-estruturalista. Atualmente ele é professor de filosofiana Universidade Clemson, Carolina do Sul, desde 1991.

## Carreira
O acadêmico de arte Allan Antliff descreveu seu livro The Political Philosophy of Poststructuralist Anarchism (A filosofia política do anarquismo pós-estruturalista) de 1994 como "seminal", e atribuiu o livro a introdução do "anarquismo pós-estruturalista", posteriormente abreviado como "pós-anarquismo". May publicou trabalhos sobre os principais filósofos pós-estruturalistas, incluindo Gilles Deleuze e Michel Foucault. Ele também escreveu livros sobre tópicos mais gerais acessíveis ao leitor em geral, incluindo Death, Our Practices, Our Selves, or, What It Means to Be Human, Friendship in an Age of Economics: Resisting the Forces of Neoliberalism, A Significant Life: Human Meaning in a Silent Universe, A Fragile Life: Accepting Our Vulnerability.
May também foi consultor filosófico da série de televisão da NBC The Good Place.